# Pseudomys
Pseudomys és un gènere de rosegadors de la família dels múrids. Les espècies d'aquest grup són oriündes d'Austràlia i Nova Guinea. Tenen una llargada de cap a gropa de 6–16 cm, la cua de 6–18 cm i un pes de 12–90 g. Ocupen una gran varietat d'hàbitats, incloent-hi els deserts sorrencs, els matollars, els aiguamolls i els boscos. El nom genèric Pseudomys significa ‘ratolí fals’ en llatí.